# Heinrich Pohlmann

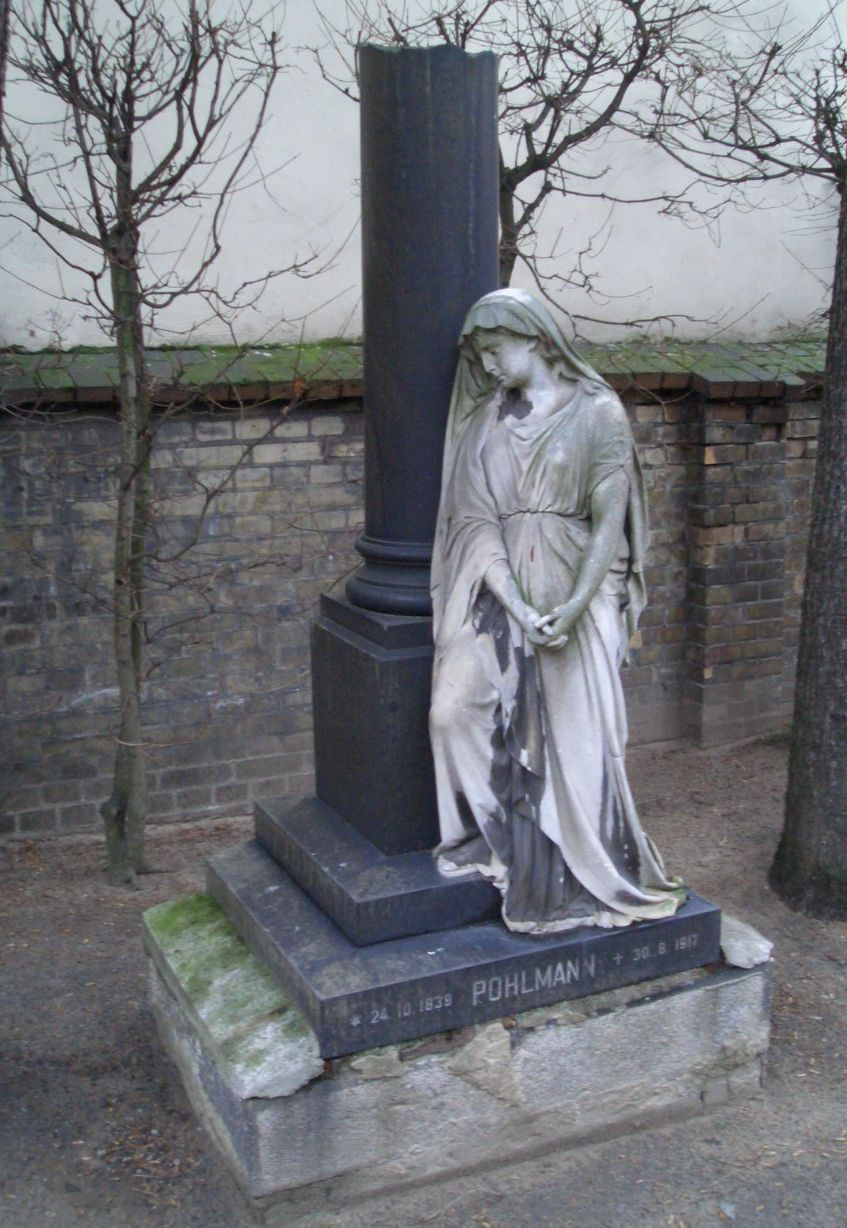
Pohlmanns Grab mit einer seiner bekanntesten Figuren

Heinrich Pohlmann (* 24. Oktober 1839 auf Scheventorf bei Iburg; † 30. August 1917 in Berlin) war ein deutscher Bildhauer, der als ein Vertreter der Berliner Bildhauerschule gilt.

## Leben
Heinrich Pohlmann wuchs heran als Sohn eines Bauern. Während seiner Zimmermannslehre fiel einem Adjutanten des Königs von Hannover Pohlmanns Talent bei der Anfertigung von Schnitzereien auf. Er verhalf Pohlmann zu einer Förderung, die diesem von April 1861 bis Ende 1864 den Besuch der  Akademie der Künste in Berlin ermöglichte. Hier wurde er Schüler von Fritz Schaper und Albert Wolff. Gefördert durch ein Stipendium des Königs von Hannover konnte Pohlmann 1866 eine Studienreise nach Italien antreten.
Zurück aus Italien machte er sich 1867 in Berlin als Plastiker selbständig und erhielt 1870 den kaiserlichen Auftrag zu einer Reiterstatuette Wilhelms I, die diesem von der Kaiserin Augusta im März 1871 geschenkt wurde. Weitere öffentliche Aufträge für Denkmäler und Bauplastiken folgten sowie zahlreiche für Porträts und Grabplastiken. Insbesondere die Grabplastiken fanden, vervielfältigt nach dem neuen Verfahren der Galvano-Technik, weite Verbreitung.
1917 starb Pohlmann im 78. Lebensjahr in Berlin und wurde auf dem Alten St. Michael-Friedhof in Neukölln beigesetzt.
Viele seiner Werke wurden im Zweiten Weltkrieg zerstört.

## Werke
- 1870–1871: Reiterstatuette Kaiser Wilhelms I. (Geschenk der Kaiserin Augusta an den Kaiser)
- ab 1875: zahlreiche Grabmale nach Entwürfen seiner Christusfigur sowie seiner trauernden Engel und Frauengestalten – z. B. laut Verkaufskatalog der WMF-Abteilung für Galvanoplastik, Geislingen 1919: Grabschmuck Nr. 831, 912 (unterschiedliche Kopfbedeckung lieferbar)
- 1882: Stüve-Denkmal in Osnabrück (mehrfach versetzt, Sockel verloren)
- 1885: Bach-Denkmal in Köthen
- 1886: Figurengruppe Vier Generationen Hohenzollern im Hohenzollern-Museum Schloss Monbijou (verschollen)
- 1894–1895: Windthorst-Denkmal in Meppen
- 1887–1918: zehn verschiedene Grabskulpturen auf dem Hamburger Friedhof Ohlsdorf[3]

## Galerie

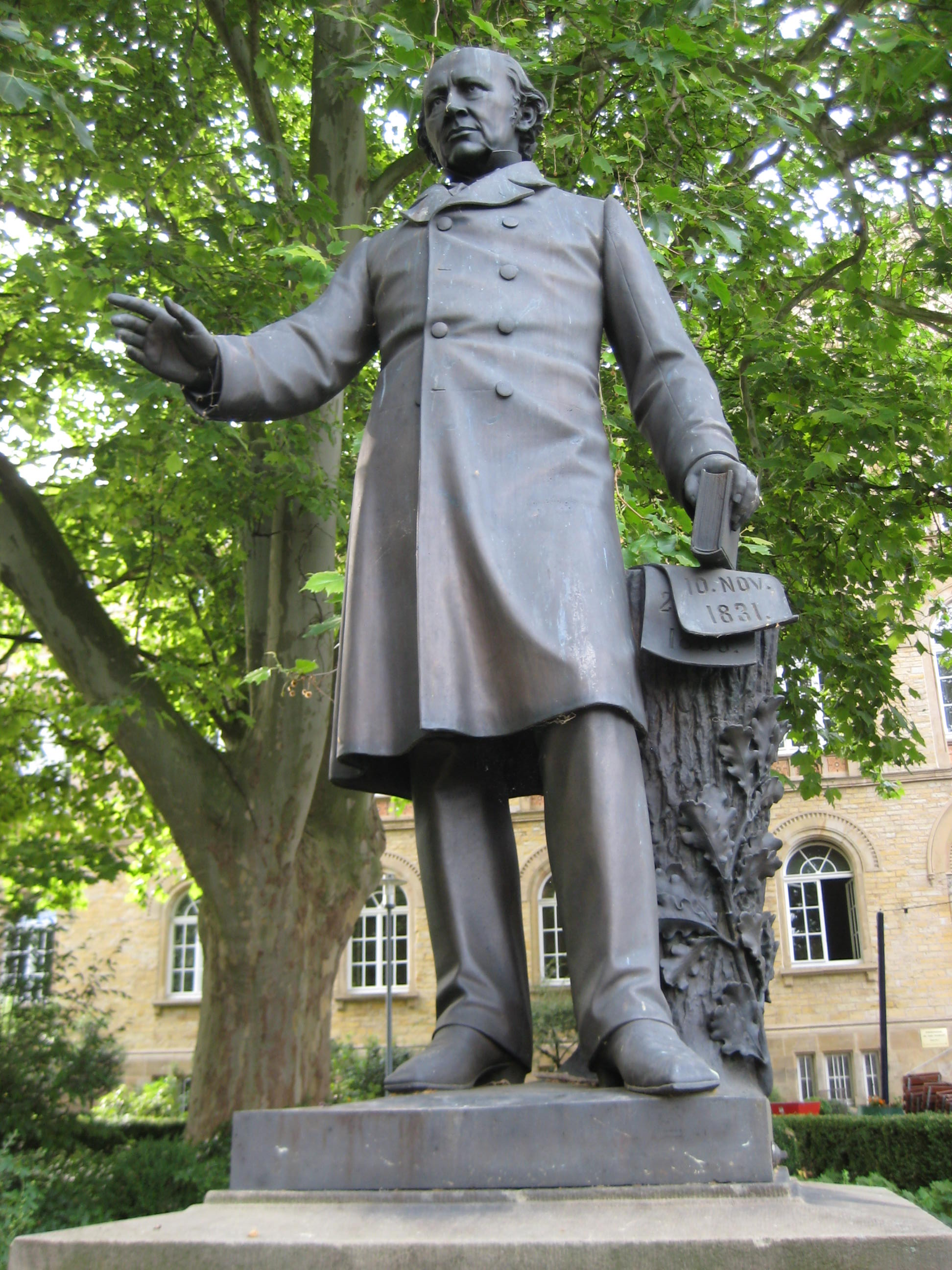
Johann-Carl-Bertram-Stüve-Denkmal in Osnabrück
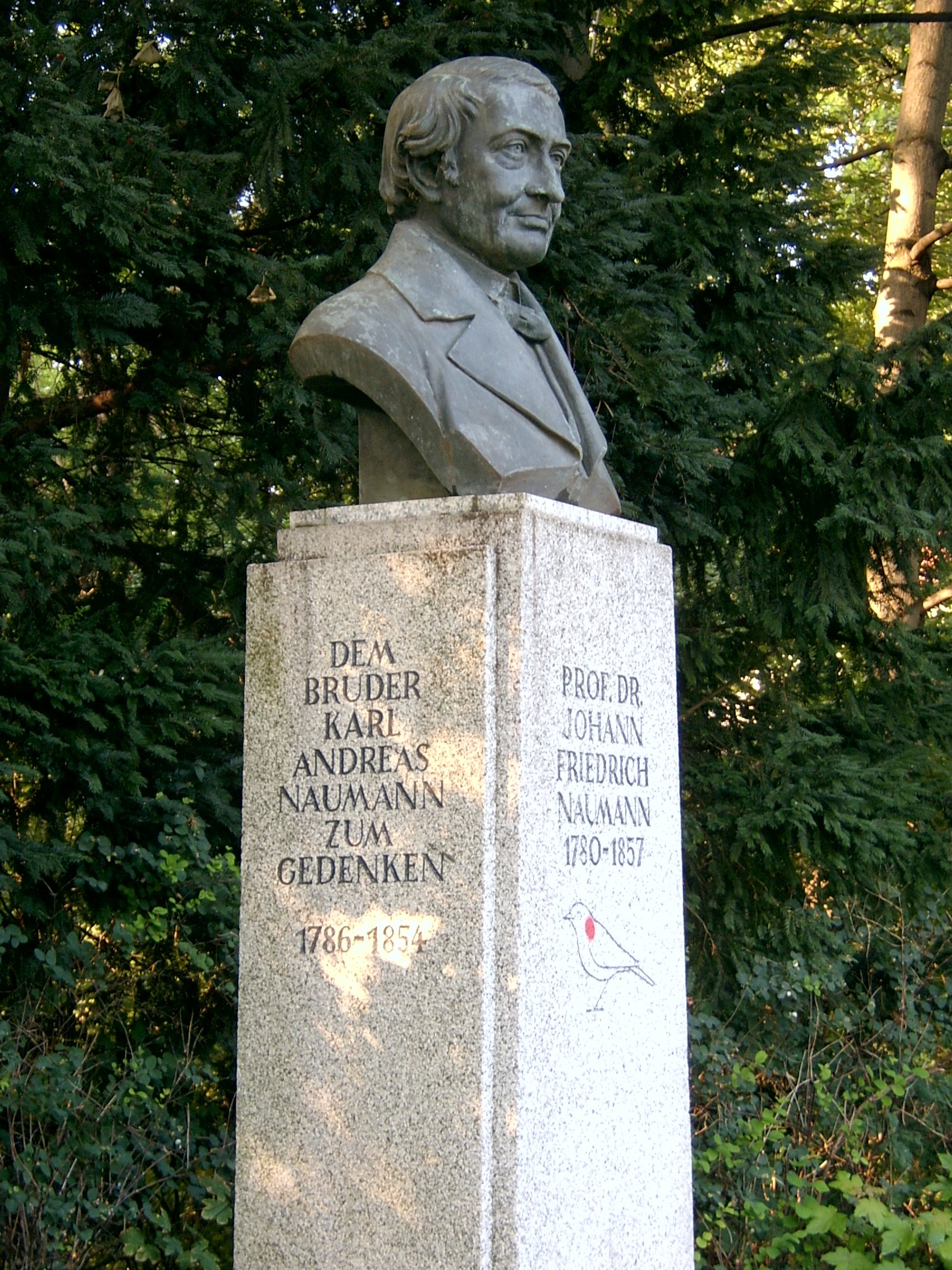
Denkmal für Johann Friedrich Naumann im Schlosspark Köthen (Anhalt)
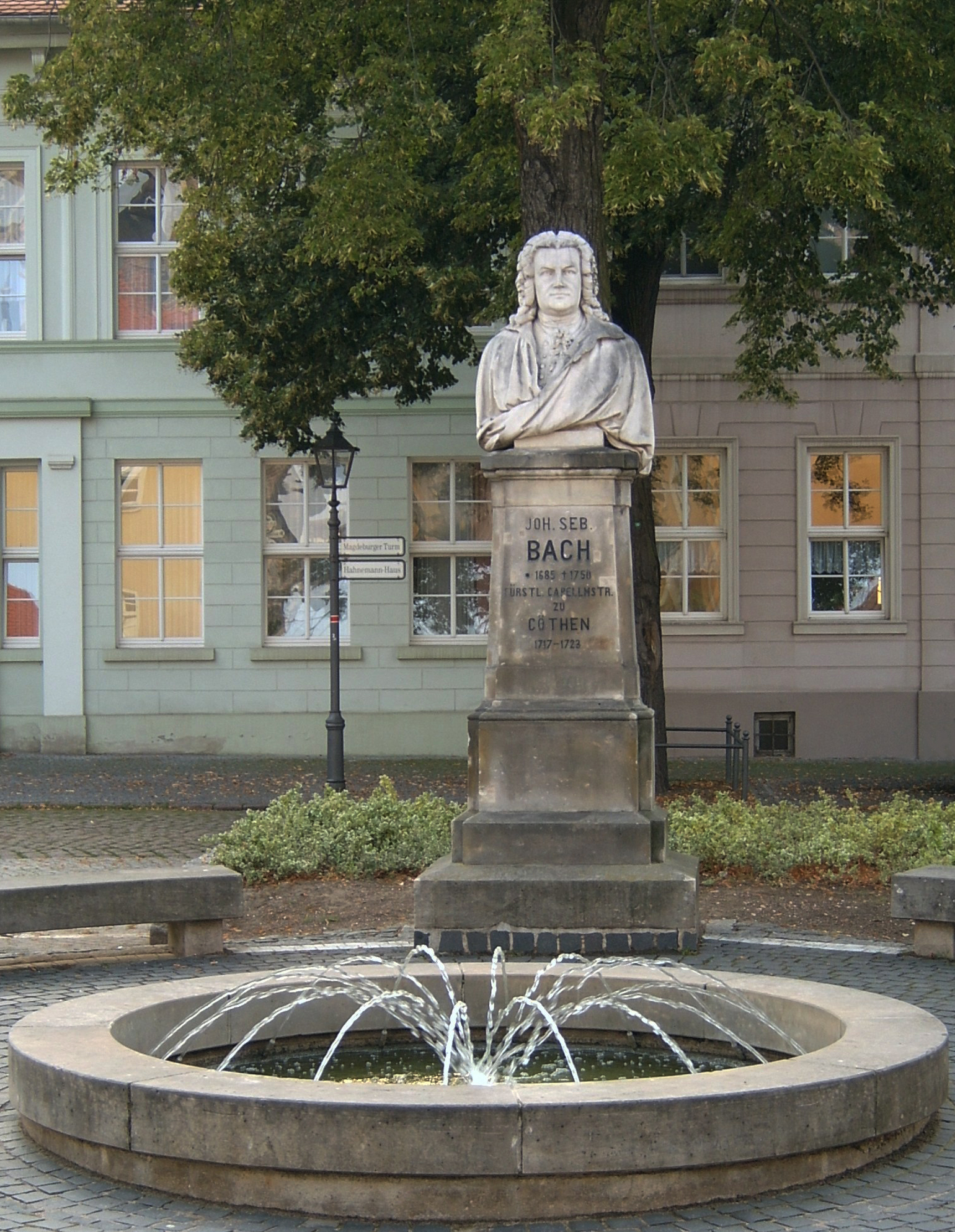
Denkmal für Johann Sebastian Bach in Köthen
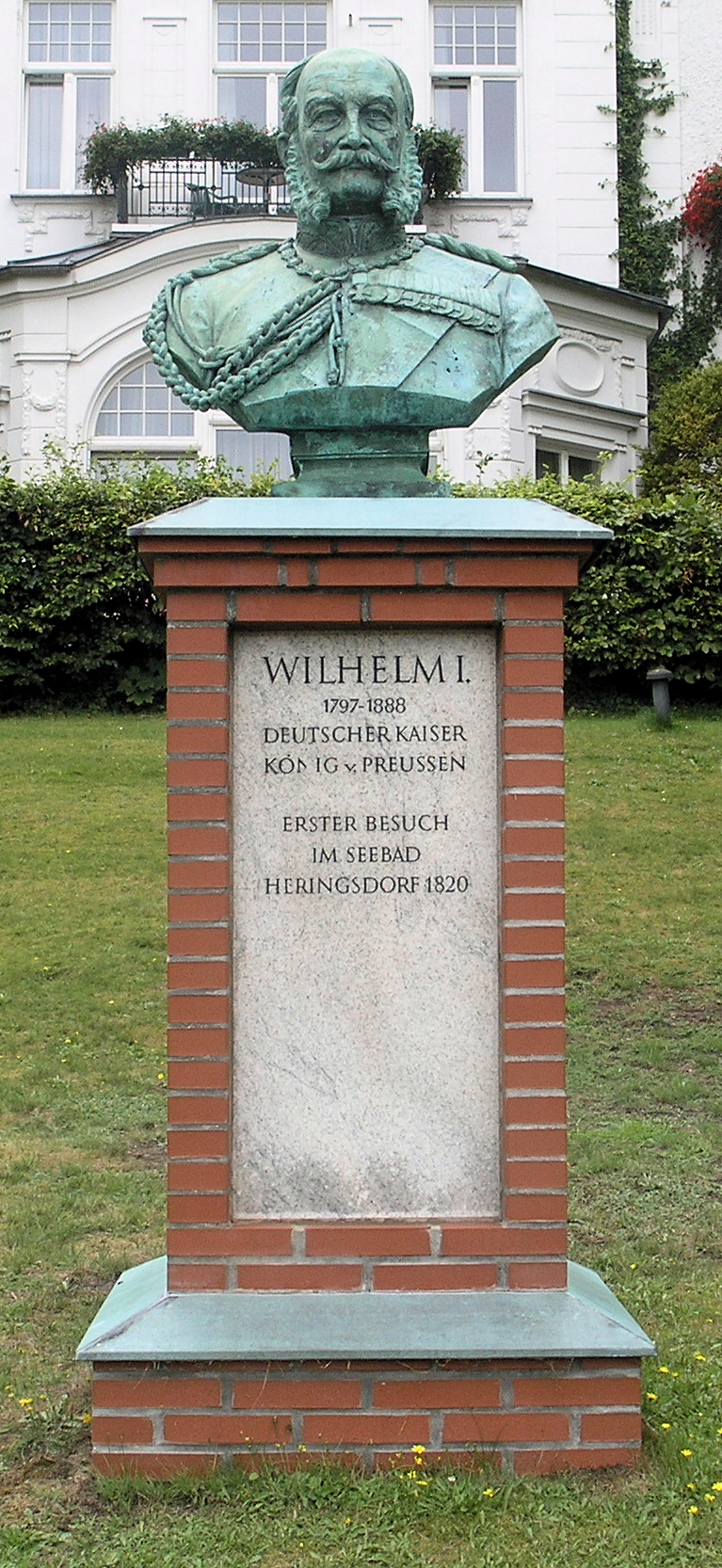
Denkmal für Wilhelm I., Delbrückstraße 6, Heringsdorf
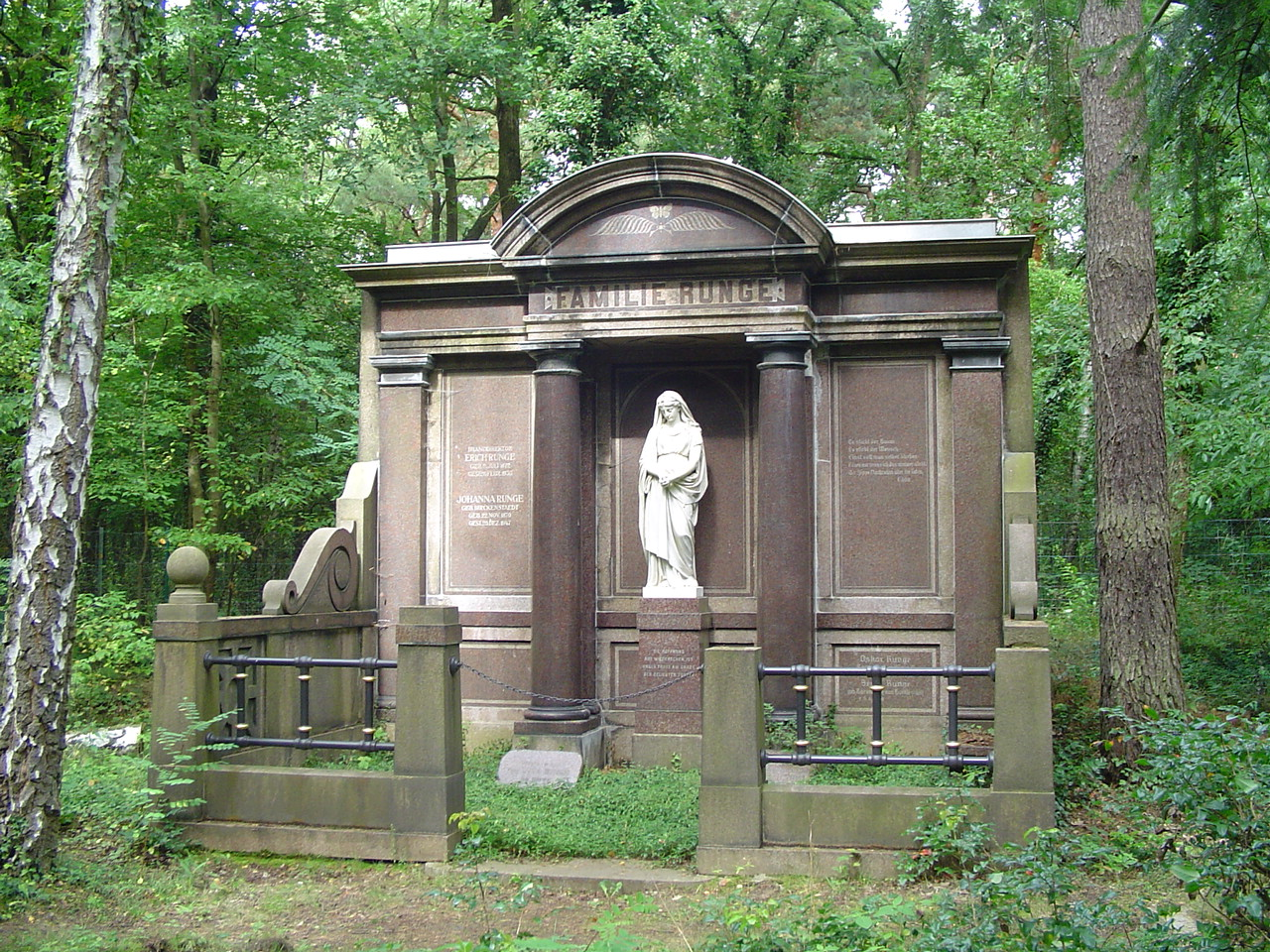
Erbbegräbnis Runge, Südwestkirchhof Stahnsdorf
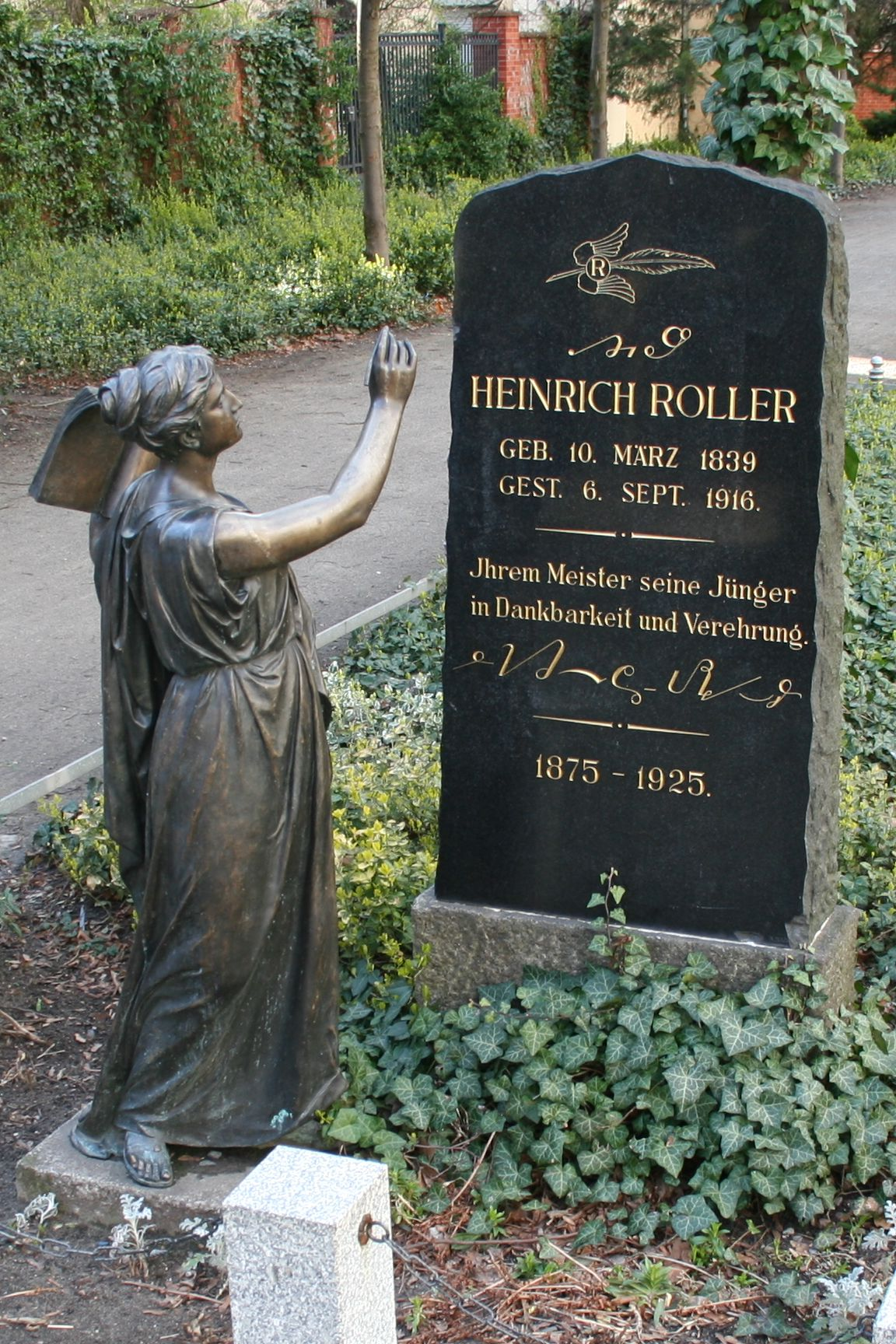
Grab Heinrich Roller, Friedhofspark Pappelallee

## Ehrungen
- 1901 wurde er zum Königlich Preußischen Professor ernannt.
- 1972 wurde zu Ehren Pohlmanns eine Straße in Osnabrück nach ihm benannt.